# Вольфсбург (футбольний клуб)
«Вольфсбург» (нім. VfL Wolfsburg) — німецький професіональний футбольний клуб із міста Вольфсбурга, Нижня Саксонія, заснований 1945 року. Власником клубу і титульним спонсором є автомобільний концерн «Фольксваген» і є частином системи спортивного клубу «Вольфсбург».
Клуб виступає в Бундеслізі, найвищому рівні чемпіонату Німеччини, куди вперше вийшла у 1997 році. Чемпіон Німеччини сезону 2008/09. У 2015 році здобув Кубок та Суперкубок Німеччини.

## Історія

### Ранні роки
Місто Вольфсбург засновано в 1938 році як місто для робітників заводу «Фольксваген». Першим футбольним клубом, що асоціюється з автозаводом, був BSG Volkswagenwerk Stadt des KdF-Wagen. Ця команда грала в Gauliga Osthannover у сезонах 1943/44 та 1944/45.
12 вересня 1945 засновано новий клуб — VSK Wolfsburg. Його форма була біло-зеленою, її використовують донині. 15 грудня 1945 року клуб спіткала криза, він майже припинив існування, оскільки всі гравці, за винятком одного, покинули клуб. Йозеф Меєр, єдиний гравець, що залишився, працював разом з Віллі Гілбертом по відродженню команди і набору нових гравців. За рік було створено нову команду, під назвою VfL Wolfsburg, що використовується і донині. В кінці листопада 1946 року клуб зіграв товариську гру з «Шальке 04» на стадіоні, що належить Volkswagen, ставши наступником BSG Volkswagenwerk Stadt des KdF-Wagen і отримавши спонсорську підтримку компанії.

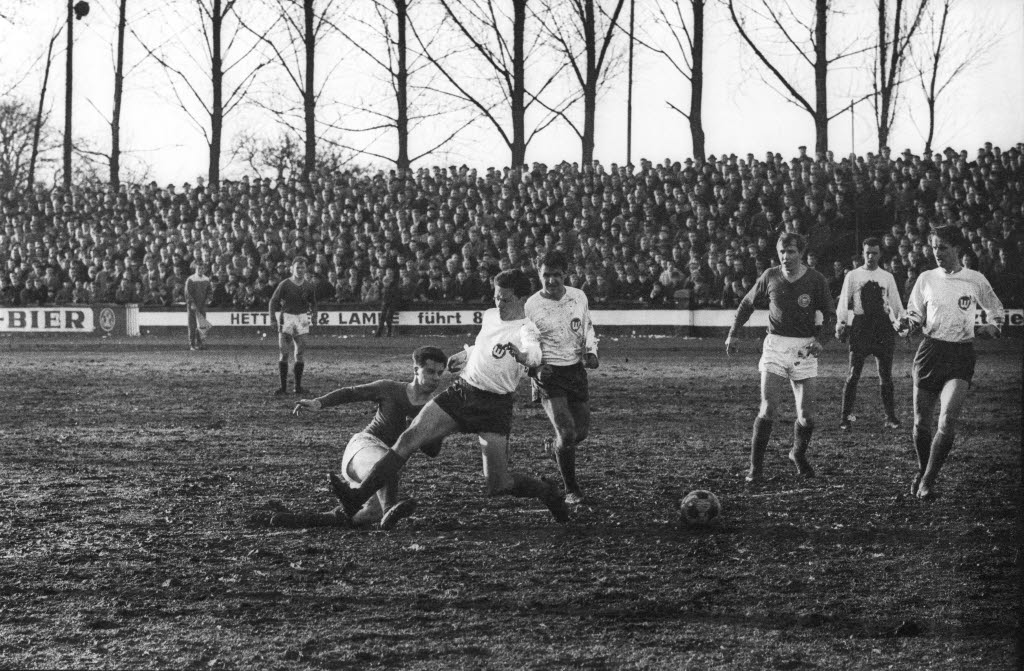
Гра «Вольфсбурга» в гостях проти «Гольштейн Кіля» (0-0), 7 лютого 1965 року.

«Вольфсбург» повільно, але стабільно прогресував в наступні сезони. Вони виграли кілька аматорських першостей, але були нездатні виграти плей-оф за підвищення у класі, поки нарешті, в 1954 році, що не перемогли Heider SV, з рахунком 2:1, що дозволило клубу пробитися до Оберліги Північ, одного з п'яти найвищих дивізіонів ФРН на той час. Там «Вольфсбург» боровся за виживання у всіх наступних сезонах, поки нарешті не вилетів в 1959 році. У 1963 році, на момент утворення першої професіональної німецької футбольної ліги — Бундесліги, «Вольфсбург» знову грав в Оберлізі Північ.
У 1963 році була утворена німецька Бундесліга, але «Вольфсбург» залишився за її бортом, граючи в Регіоналлізі Північ, яка стала другою за значимістю лігою в Німеччині. На той момент їх найкращим досягненням стало друге місце в 1970 році. Це друге місце дозволило їм боротися в плей-оф за вихід в Бундеслігу, але там вони виглядали слабо і пробитися у вищий дивізіон не змогли.
З 1975 року «Вольфсбург» виступав у аматорській Оберлізі Північ. Там послідовні фініші на першому місці в 1991 і 1992 роках, а потім і успіх в плей-оф дозволив їм виступати в сезоні 1992/93 у Другій Бундеслізі. У 1995 році команда добилася успіху в розіграші Кубка Німеччини і дійшла до фіналу цього турніру, де поступилася менхенгладбахській «Боруссії» з рахунком 3:0.

### Вихід до Бундесліги
Сезон 1996/97 команда завершила на другій сходинці турнірної таблиці і отримала право вперше у своїй історії виступати у Бундеслізі, закріпившись там в середині турнірної таблиці. У сезоні 1998/99 під керівництвом Вольфганга Вольфа клуб після 33-го туру займав 5-те місце. Остання гра стала провальною — програш «Дуйсбургу» 1: 6, після якого клуб зайняв лише шосту підсумкову сходинку. Тим не менш цей результат дозволив «Вольфсбургу» восени 1999 року вперше стартувати в Кубку УЄФА. Пройшовши угорський «Дебрецен» (2:0, 1:2) і голландську «Роду» (0:0, 1:0), «Вольфсбург» у третьому колі поступився іспанському «Атлетіко» (Мадрид) (2:3, 1:2). Згодом «Вольфсбург» брав участь в Кубку Інтертото в 2000, 2001, 2003 і 2004 роках. Кращим досягненням там був фінал 2003 року, програний італійській «Перуджі».
В сезонах 2005/06 і 2006/07 клуб був на межі вильоту з Бундесліги, займаючи 15-е місце в турнірній таблиці.

### Ера Магата

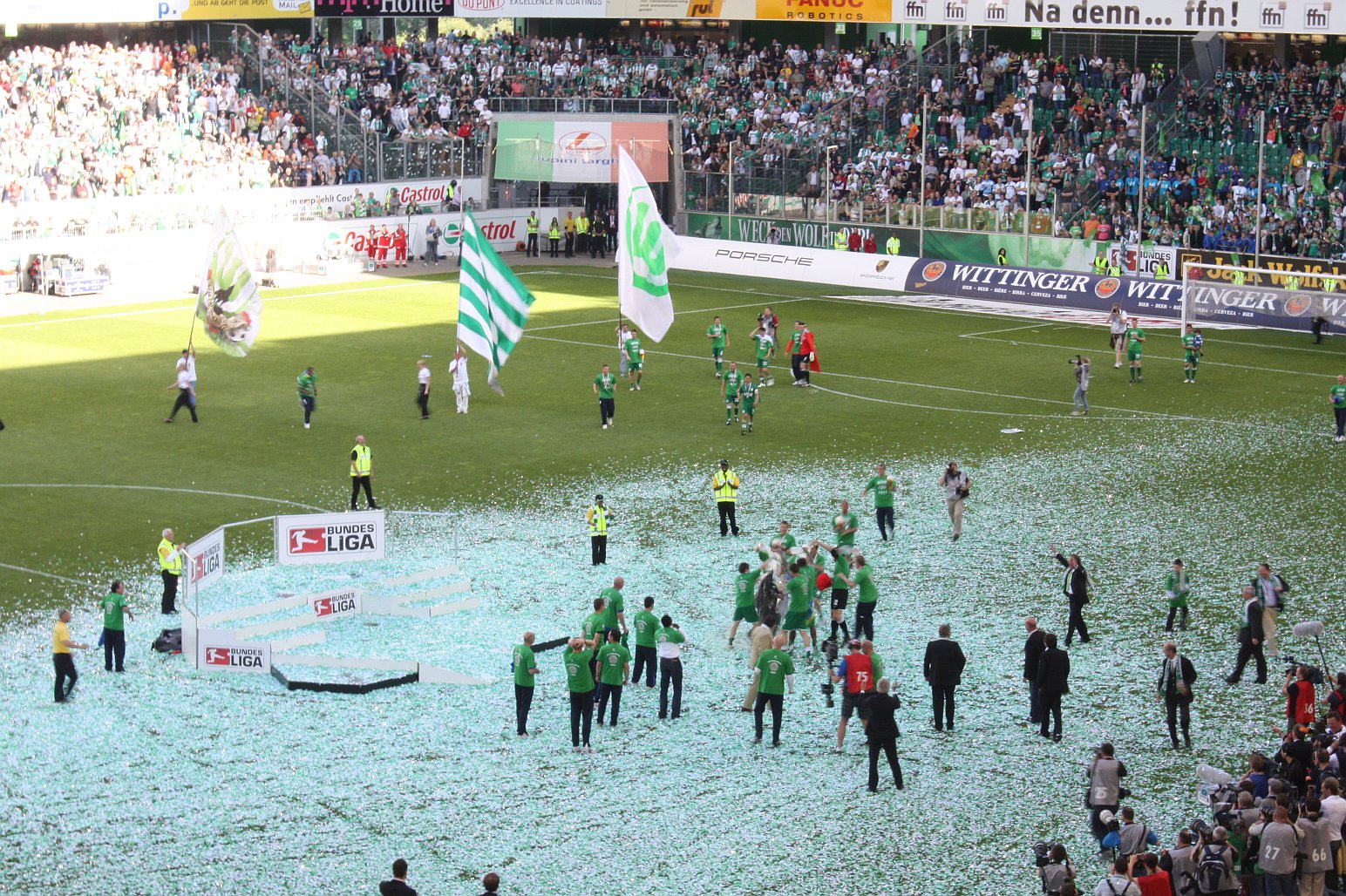
Святкуванні історичного чемпіонства на рідному стадіоні. 23 травня 2009

Перед сезоном 2007/08 клуб очолив колишній тренер мюнхенської «Баварії» Фелікс Магат, який відразу ж почав тотальну перебудову складу: «Вольфсбург» покинули більше 10 футболістів, у тому числі Ганс Сарпі, Мірослав Кархан, Майк Ганке, Андрес Д'Алессандро, Дієго Клімович. Замість них прийшли Графіте, Едін Джеко, Марсель Шефер, Жозуе, Ашкан Дежаґа, Крістіан Гентнер і багато інших.
Магат зміг привести клуб до найкращого результату в історії — п'ятого місця. Клуб вдруге зумів стартувати в Кубку УЄФА, виступивши куди краще ніж минулого разу. Подолавши в першому колі опір бухарестського «Рапіда» (1:1, 1:0) клуб потрапив в груповий раунд, де виступив дуже вдало. «Вольфсбург» став переможцем групи Е обігравши «Геренвен» (5:1), «Брагу» (3:2), «Портсмут» (3:2) і зігравши внічию з «Міланом» (2:2). В 1/16 фіналу «Вольфсбург» двічі поступився ПСЖ (1:3, 0:2).
У сезоні 2008/09 досить несподівано, вперше у своїй історії, клуб став чемпіоном країни. Чемпіонство команді Магата забезпечила друга частина сезону, а також чудова гра на своєму стадіоні. У другому колі з рахунком 5:1 була обіграна «Баварія». А дует форвардів Графіте-Джеко побив рекорд Бундесліги за кількістю забитих голів, забивши на двох 54 голи. Перемога в Бундеслізі забезпечила команді вихід в груповий етап Ліги чемпіонів УЄФА.

### Погіршення результатів
Через фінансові розбіжності з керівництвом, Фелікс Магат був змушений покинути клуб і піти в «Шальке-04». Його місце зайняв Армін Фе. Сезон 2009/10 в Бундеслізі команда почала з перемоги над «Штутгартом» (2:0), але після цього програла безліч матчів, і опустилася в середину турнірної таблиці. Після поразки від «Кельна» 2:3, яка відбулась 24 січня в рамках 19-го туру, керівництво клубу ухвалило рішення про відсторонення Арміна Фе від займаної посади головного тренера. На його місце був узятий Лоренц-Гюнтер Кестнер, який до цього був тренером резервістів клубу, що виступали в Регіональній лізі Північ. В Лізі чемпіонів клуб теж не зумів подолати груповий етап, потрапивши в групу B разом з такими командами як «Манчестер Юнайтед», ЦСКА і «Бешикташ». У першому матчі «вовки» обіграли ЦСКА (3:1), але потім програли МЮ (1:2) і зіграли внічию з «Бешикташем» (0:0). У першому матчі другого кола команда виграла у «Бешикташа» (3:0), а потім програла в гостях ЦСКА (1:2) і вдома МЮ (1:3). Зайнявши 3-тє місце, «Вольфсбург» отримав право брати участь в Лізі Європи. В 1/16 фіналу Ліги Європи (коли «Вольфсбург» вже очолював Кестнер) був пройдений іспанський «Вільярреал» (2:2, 4:1), в 1/8 — російський «Рубін» (1:1, 2:1 д.ч.), але в 1/4 фіналу «Вольфсбург» двічі програв англійському «Фулгему» (1:2, 0:1), який пізніше дійшов до фіналу ЛЄ.
У чемпіонаті «Вольфсбург» зумів зайняти лише восьме місце, і крісло головного тренера зайняв англійський фахівець Стів Макларен. Після того як він привів «Твенте» до їхнього першого в історії титулу чемпіона Нідерландів, він став першим англійським тренером, який очолив клуб Бундесліги. Однак 7 лютого 2011 року було оголошено, що Макларен через низькі результати був звільнений з посади і П'єр Літтбарскі став новим тренером клубу. Під його керівництвом «Вольфсбург» програв чотири рази в п'яти матчах під ним, і клуб опинився в зоні вильоту. В результаті 18 березня 2011 року «Вольфсбург» підтвердив, що Фелікс Магат повернеться на посаду головного тренера та спортивного директора, майже через два роки, після того як він привів їх до титулу чемпіона Бундесліги, і лише через два дні після звільнення з посади в «Шальке 04». Він підписав дворічний контракт з клубом.
«Залізний Фелікс» зумів виправити ситуацію в клубі і вивести команду із зони вильоту, зайнявши 15 місце, а наступного сезону 2011/12 став з командою восьмим, поступившись лише одним місцем від єврокубкової зони. Втім у сезоні 2012/13, маючи лише п'ять очок у восьми матчах (і жодних голів та очок у останніх чотирьох матчах), Магат за взаємною згодою покинув клуб, який перебував на останньому місці.

### Ера Гекінга

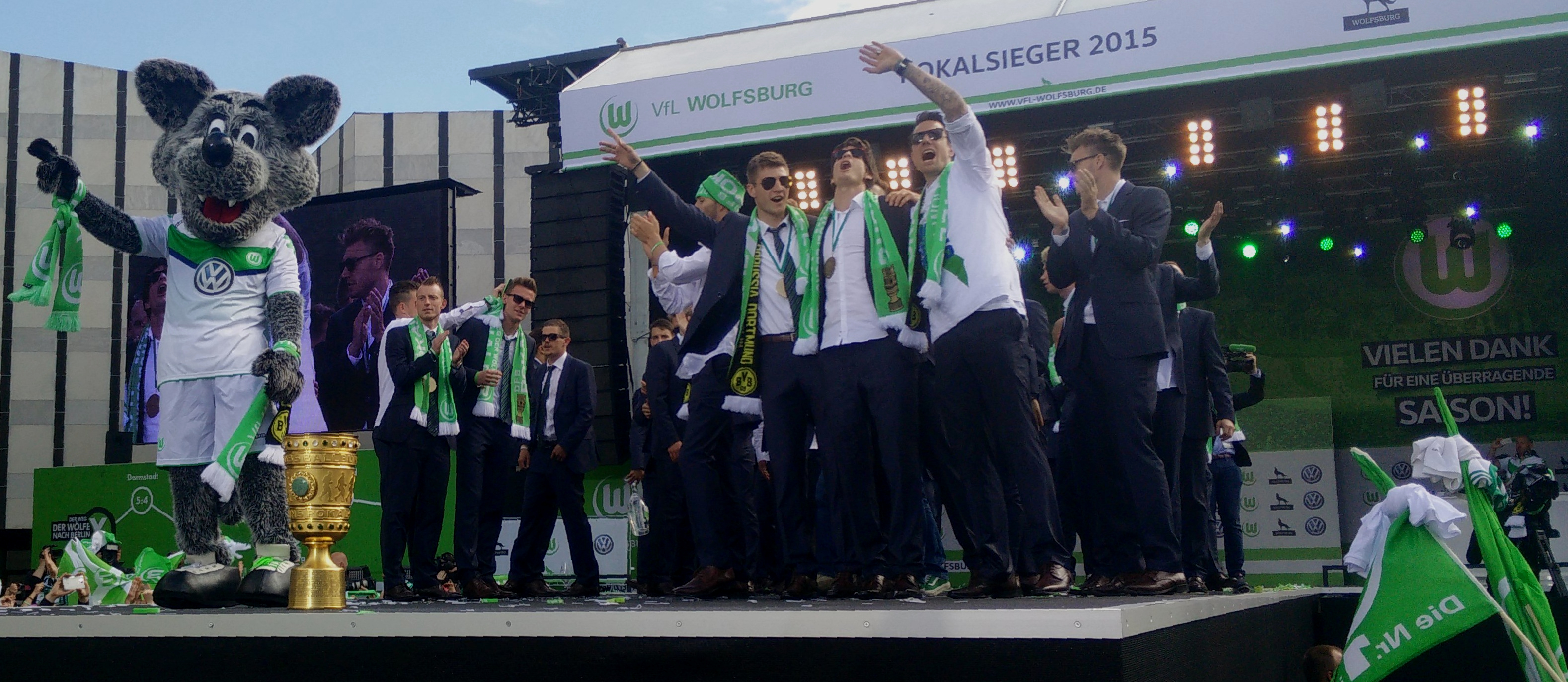
Святкування гравцями здобуття Кубка Німеччини. 31 травня 2015 року.

22 грудня 2012 року Дітер Гекінг був призначений новим головним тренером «Вольфсбурга». Дітер очолив команду, коли вона була на 15-му місці в таблиці і закінчив сезон з командою на 11-му місці.
У першому повноцінному сезоні на посаді головного тренера «вовки» з Гекінгом закінчили сезон на 5-му місці і кваліфікувались у Лігу Європи. В цьому турнірі команда виступала також досить вдало, зокрема у березні 2015 року команда перемогла міланський «Інтернаціонале» (3:1, 2:1). Лише у чвертьфіналі «вовків» зупинив інший італійський «Наполі».
Проте найбільшими досягнення «Вольфсбурга» стали національні турніри — 2015 року «вовки» виграли Кубок і Суперкубок Німеччини, а також стали віце-чемпіонами Німеччини, а їх наставник Дітер Гекінг був визнаний найкращим тренером країни 2015 року.

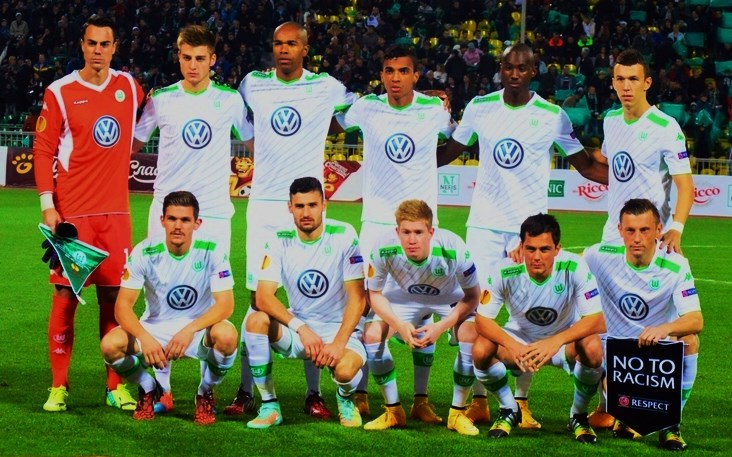
Команда у 2014 році

З наступного сезону розпочався спад у грі клубу — у Лізі чемпіонів «Вольфсбург» виграв групу В, але зрештою був ліквідований «Реалом» у чвертьфіналі турніру. Перемога в першому поєдинку з рахунком 2:0, була чудовою і однією з найяскравіших для «Вольфсбурга». Однак, у виїзному матчі, незважаючи на безліч моментів, німці поступилися 0:3 і вилетіли з Ліги Чемпіонів. Чемпіонат же клуб закінчив лише на восьмому місці, не кваліфікувавшись навіть до Ліги Європи на наступний сезон. 17 жовтня 2016 року Дітер був звільнений з поста головного тренера. Клуб, в 7 матчах набравши 6 очок, перебував на 14 місці в турнірній таблиці.

### Наш час
У наступні два сезони «Вольфсбург» закінчував на 16-му місці в чемпіонаті і грав в стикових поєдинках за право збереження прописки. І двічі, в важких поєдинках їм це вдавалося. І лише у сезоні 2018/19 років під керівництвом Бруно Лаббадії «Вольфсбург» покращив результати і зумів зайнявши підсумкове 6-е місце, яке дозволило команді повернутися в єврокубки, потрапивши у сезоні 2019/20 до групового етапу Ліги Європи.

## Стадіон
До 2002 року команда грала на стадіоні VfL-Stadion, побудованому в 1947 році, який вміщав 21 600 глядачів (17 600 — до реконструкції 1997 року). 23 листопада 2002 року команда провела останній матч на VfL-Stadion AM Elsterweg, після чого переїхала на новий стадіон «Фольксваген Арена», який вміщує 30 122 глядачі. Нині на старому стадіоні грає фарм-клуб «Вольфсбург II» і жіноча команда «Вольфсбург».

## Досягнення

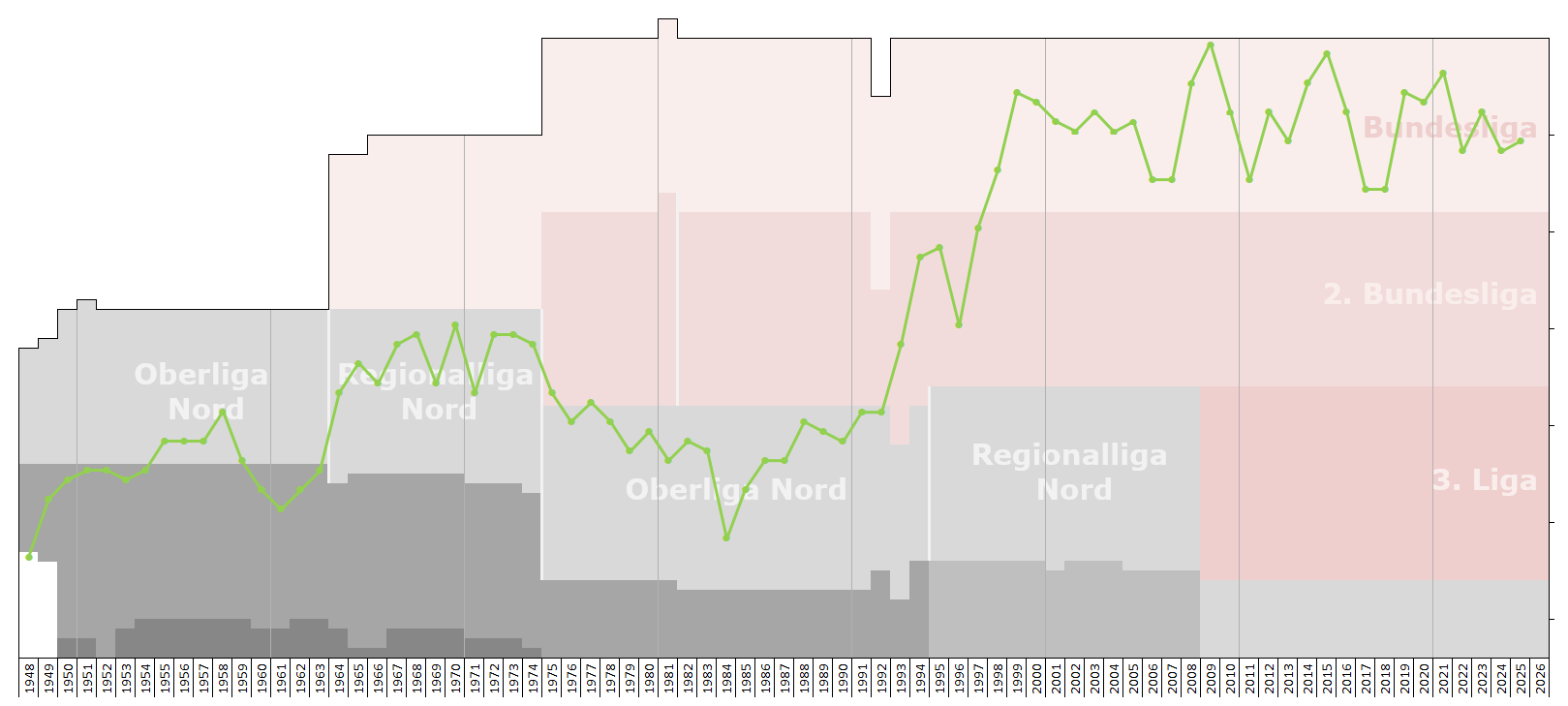
Історична крива виступів «Вольфсбурга» у чемпіонаті.

- Бундесліга:
  - Переможець (1): 2009

- Кубок Німеччини:
  - Переможець (1): 2015
  - Фіналіст (1): 1995
- Суперкубок Німеччини:
  - Переможець (1): 2015
  - Фіналіст (1): 2009

## Склад команди

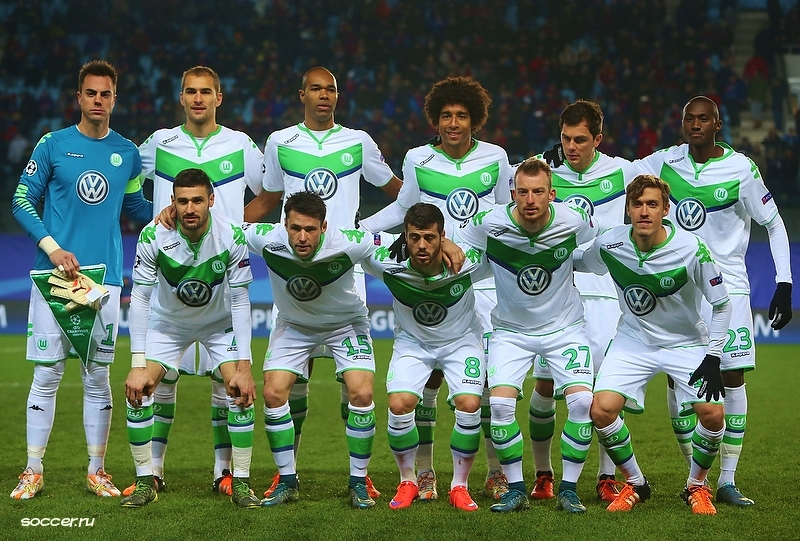
Склад команди у 2015 році.

Станом на 3 серпня 2025
| №  | Поз. | Нац.       | Гравець                 |
| -- | ---- | ---------- | ----------------------- |
| 1  | ВР   | Польща     | Каміль Грабара          |
| 2  | ЗХ   | Німеччина  | Кіліан Фішер            |
| 3  | ЗХ   | Словаччина | Деніс Вавро             |
| 4  | ЗХ   | Греція     | Константінос Кулієракіс |
| 5  | ПЗ   | Бразилія   | Вінісіус Соуза          |
| 6  | ПЗ   | Бельгія    | Астер Вранкс            |
| 7  | НП   | Данія      | Андреас Сков Ольсен     |
| 9  | НП   | Алжир      | Мохамед Амура           |
| 10 | ПЗ   | Хорватія   | Ловро Маєр              |
| 11 | НП   | Португалія | Тьягу Томаш             |
| 12 | ВР   | Австрія    | Павао Перван            |
| 13 | ЗХ   | Бразилія   | Рожеріо                 |
| 15 | ЗХ   | Німеччина  | Моріц Єнц               |
| 17 | НП   | Німеччина  | Дженан Пейчинович       |

| №  | Поз. | Нац.      | Гравець                       |
| -- | ---- | --------- | ----------------------------- |
| 18 | НП   | Чехія     | Вацлав Черний                 |
| 21 | ЗХ   | Данія     | Йоакім Мегле                  |
| 22 | ЗХ   | Франція   | Матіс Ангелі                  |
| 23 | НП   | Данія     | Йонас Вінд                    |
| 24 | ПЗ   | Угорщина  | Бенце Дардаї                  |
| 25 | ЗХ   | Німеччина | Аарон Центер                  |
| 27 | ПЗ   | Німеччина | Максиміліан Арнольд (капітан) |
| 29 | ВР   | Німеччина | Маріус Мюллер                 |
| 30 | ВР   | Польща    | Якуб Зеліньський              |
| 31 | ПЗ   | Німеччина | Яннік Гергардт                |
| 32 | ПЗ   | Швеція    | Маттіас Сванберг              |
| 39 | НП   | Австрія   | Патрик Віммер                 |
| 40 | ПЗ   | США       | Кевін Паредес                 |

## Головні тренери
- Людвіг Лахнер[de] — 1954—1955
- Ернст Зонтов[de] — 1955—1956
- Йозеф Кречман[de] — 1956—1957
- Людвіг Лахнер[de] — 1957
- Вальтер Ріссе[de] — 1957—1958
- Імре Фаркашинскі[de] — 1958—1959
- Людвіг Лахнер[de] — 1963—1966
- Імре Фаркашинскі[de] — 1966—1975
- Фріц Шолльмаєр[en] — 1975
- Пауль Кіцман — 1975—1976
- Радослав Момирський[de] — 1976—1978
- Імре Фаркашинскі[de] — 1978
- Генк ван Метерен — 1978—1979
- Вільфрід Кеммер[de] — 1979—1983
- Імре Фаркашинскі[de] — 1983—1984
- Вольф-Рюдігер Краузе[de] — 1984—1988
- Горст Грубеш — 1988—1989
- Ернст Менцель — 1989—1991
- Уве Еркенбрехер[de] — 1991—1993
- Дітер Вінтер — 1993
- Екхард Краутцун — 1993—1995
- Герд Рогензак[de] — 1995
- Віллі Райманн — 1995—1998
- Уве Еркенбрехер[de] — 1998
- Вольфганг Вольф — 1998—2003
- Юрген Ребер — 2003—2004
- Ерік Геретс — 2004—2005
- Гольгер Фах — 2005
- Клаус Аугенталер — 2005—2007
- Фелікс Магат — 2007—2009
- Армін Фе — 2009—2010
- Лоренц-Гюнтер Кестнер — 2010
- Стів Макларен — 2010—2011
- Фелікс Магат — 2011—2012
- Лоренц-Гюнтер Кестнер — 2012
- Дітер Гекінг — 2012—2016
- Валер'єн Ісмаель — 2016—2017
- Андріс Йонкер[de] — 2017
- Мартін Шмідт[de] — 2017—2018
- Бруно Лаббадіа — 2018—2019
- Олівер Гласнер — 2019 — 2021
- Марк ван Боммел – 2021
- Флоріан Кофельдт[de] – 2021 – 2022
- Ніко Ковач – 2022 – 2024
- Ральф Газенгюттль – 2024